# Slaveri under 2000-talets islamiststyre

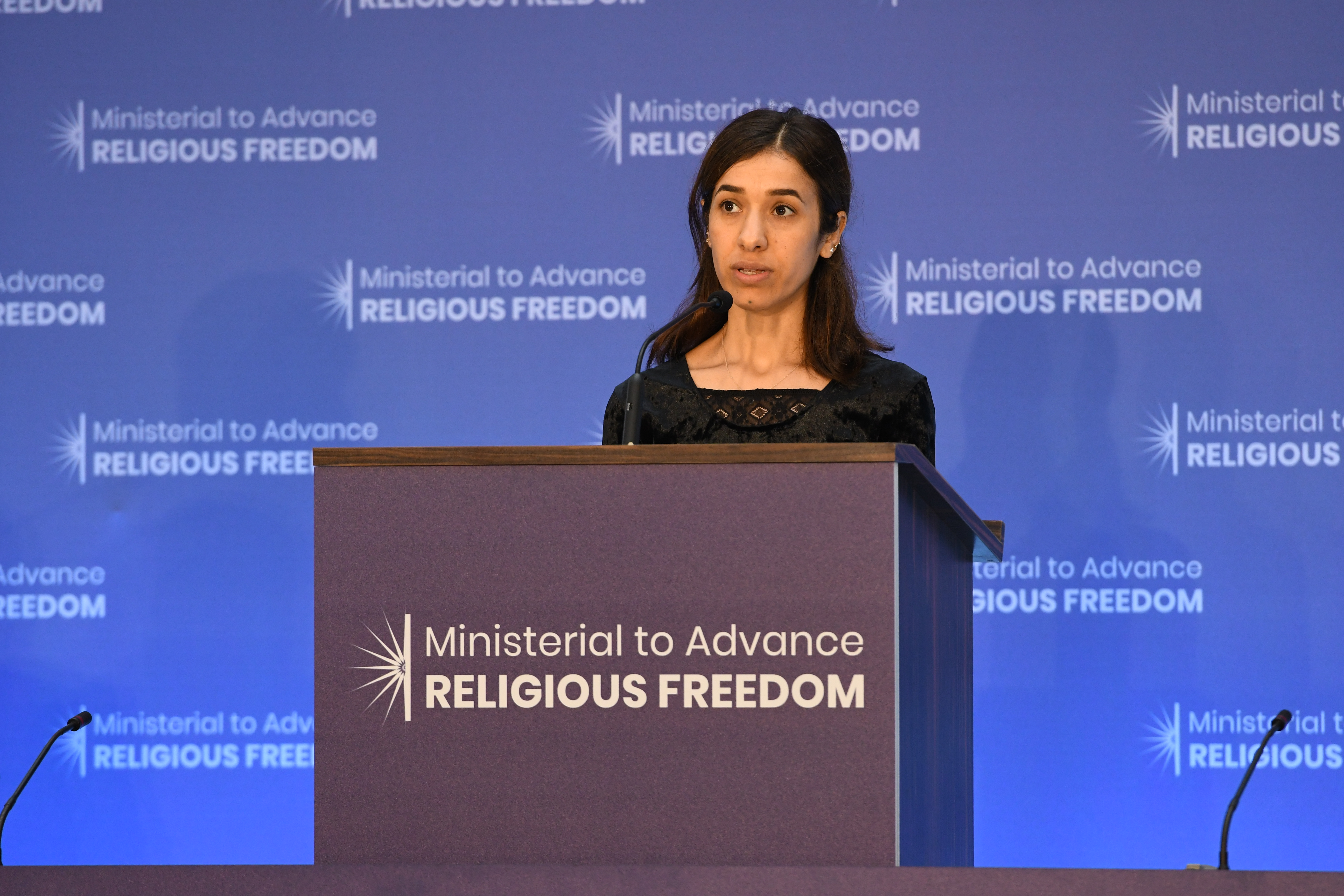
Nadia Murad, en prominent Yazidi människorättsaktivist och överlevare efter sexuellt slaveri under Islamiska staten, talar till Ministerial to Advance Religious Freedom på U.S. Department of State in Washington, D.C.

Kvasistatliga islamistiska grupper, inklusive Boko Haram och den Islamiska staten Irak och Levanten, har fångat och förslavat kvinnor och barn, ofta för sexuell slaveri. 2014 rapporterades att båda grupperna hade kidnappat ett stort antal flickor och yngre kvinnor.

## Bakgrund
Slaveri, liksom sexuellt slaveri specifikt, ingår som legitimt fenomen (halal) inom islamisk lag, sharia, där lagarna kring slaveri inom islam i grunden bygger på Muhammeds liv på 600-talet. Den islamiska lagen reglerade slaveriet som institution i den islamiska världen från 600-talet fram till 1900-talet. Islamisk lag förbjöd muslimer att förslava andra muslimer, men betraktade icke-muslimer (kafir) som legitima för muslimer att förslava. Slavar kunde tas under krig mot icke-muslimer (definierat som jihadmot dar-al-harb); ett barn till två slavar föddes som slav; och kunde köpas av slavhandlare. Sharialagen tillät en muslimsk man att ha sexuellt umgänge med en kvinnlig slav (konkubin) utan att det räknades som zina (utomäktenskapligt sex); om han tog på sig faderskapet för ett barn han fick med en slavinna, blev barnet fritt, och modern blev en Umm walad, vilket innebar att hon automatiskt blev fri vid sin ägares död. Slaveriet i den muslimska världen dominerades historiskt av kvinnor och barn, som främst användes för tjänare i hemmet och för sexuellt slaveri. 
Slaveriet var lagligt längre i det muslimska Mellanöstern än någon annanstans i världen. Det faktum att islam godkänner slaveri gjorde det svårt att förbjuda det, eftersom en islamisk princip uppgav att vad Allah hade gjort halal, fick inte människan göra haram. Slaveri förbjöds först under 1900-talet, på grund av diplomatisk press från Väst och internationella organisationer som NF och FN. Sedan slavhandeln och slaveriet hade förbjudits i Västvärlden vände internationella organisationer som Anti-Slavery International och Nationernas förbund sin uppmärksamhet mot slaveriet i andra delar av världen. 
Sedan den transatlantiska slavhandeln hade upphört, transporterade afrikanska slavar fortfarande från Afrika till Mellanöstern via den Transsahariska slavhandeln, slavhandeln på Röda havet och slavhandeln på Indiska oceanen. Under 1900-talet företogs en rad internationella undersökningar som successivt handlade i allt högre grad om slaveriet i den muslimska världen av NF och FN, som Temporary Slavery Commission (1924–1926), Committee of Experts on Slavery (1932) och Advisory Committee of Experts on Slavery (1934–1939). 
Vid tiden för Ad Hoc Committee on Slavery (1950–1951) var slaveri fortfarande lagligt enbart på Arabiska halvön. Slaveri förbjöds slutligen i den muslimska världen som de fem sista i världen: slaveri i Saudiarabien och slaveri i Jemen förbjöds 1962; slaveri i Dubai 1963, slaveri i Oman 1970 och slutligen slaveri i Mauretanien 1981, som de sista fem länderna i världen.
Allteftersom slaveriet förbjöds i muslimska länder, ändrades också officiellt tolkningarna av den islamiska lagen. Inget som är tillåtet enligt islamisk lag, halal, får förbjudas och göras haram av människan. När slaveri ändå förbjöds, började därför islamiska rättslärda och imamer hävda att islamisk lag i själva verket förbjöd slaveri. Detta var dock fortsatt en problematisk omtolkning, och många rättslärda fortsatte peka på den gamla tolkningen att islam tillät slaveri. Islamiska grupper, som vill införa islamisk lag, kunde därför peka på detta.

## Exempel
Ett flertal islamistiska grupper har kidnappat främst kvinnor och barn och sedan hållit dessa som slavar i de områden dessa grupper har kontrollerat. Grupperna ifråga har legitimerat detta med att hänvisa till lagarna om slaveri inom islam, som tillåtit muslimer att ta icke-muslimer som slavar under krig och en muslimsk man att ha samlag med en kvinnlig slav. Eftersom islamistgrupperna som regel stödjer införandet av den islamiska lagen (sharia), betraktas slaveri som ideologiskt legitimt av grupperna. 

### Al-Qaida i Islamiska Maghreb
Enligt islamist-experten Jonathan N.C. Hill började Boko Haram kidnappade flickor och kvinnor för sexuellt slaveri i större antal under 2014; dessa kidnappningar reflekterar samma typer av kidnappningar för sexuellt slaveri som utfördes av islamister i Algeriet under 1990-talet, och reflekterade möjligen att Boko Harma influerades av Al-Qaida i Islamiska Maghreb.

### ADF
I april 2023 rapporterade en senior journalist från Al Aan TV, Nihad Jariri, att Allied Democratic Forces har hållit kvinnor och barn i Kongo i slaveri.

### Boko Haram
Den första rapporten om slaveri under Boko Haram daterar sig till 13 maj 2013, när en video släpptes där rörelsens ledare Abubakar Shekau uppgav att gruppen hade tagit kvinnor och barn - däribland tonåriga flickor - som gisslan som svar på arresteringen av vissa kvinor barn till rörelsens medlemmar.
Enligt islamist-experten Jonathan N.C. Hill började Boko Haram kidnappade flickor och kvinnor för sexuellt slaveri i större antal under 2014; dessa kidnappningar reflekterar samma typer av kidnappningar för sexuellt slaveri som utfördes av islamister i Algeriet under 1990-talet, och reflekterade möjligen att Boko Harma influerades av Al-Qaida i Islamiska Maghreb.
Kvinnor och flickor som tillfångatagits av Boko Haram uppges ha tvingats gifta sig med en Boko Haram-krigare efter den andra allteftersom dessa blivit dödade: "Any time they go for an operation and one of the fighters is killed they will force the young woman to marry another one ... Eventually she becomes a habitual sex slave."
Abubakar Shekau förklarade i en intervju "Jag skall tillfångata människor och göra dem till slavar", då han och Boko Haram tog på sig ansvaret för kidnappningen av skolflickor i Nigeria 2014.  
Shekau rättfärdigade förslavandet genom att hänvisa till koranen och förklarade: "[w]hat we are doing is an order from Allah, and all that we are doing is in the Book of Allah that we follow."

### Islamiska staten
The Economist rapporterade att IS har tagit "så många som 2 000 kvinnor och barn" i fångenskap, säljer och distribuerade dem som sexuella slavar. Matthew Barber, en forskare från vid Chicagouniverstitet, uppgav senare att ha sammanställt en lista med 4 800 fångade yazidiska kvinnor och barn, och uppskattade att det totala antalet kunde vara upp till 7 000. Yazidier är en liten minoritet som utövar en religion baserad på "en blandning av kristna, islamiska och forntida mesopotamiska övertygelser".